# Jean-Louis Gouyon de Vaudurand
 Jean-Louis Gouyon de Vaudurand (né vers 1702 et mort à Erdeven le 18 juin 1780) est un ecclésiastique qui fut abbé commendataire et évêque de Léon de à sa mort.

## Biographie
Issu d'une famille noble originaire du diocèse de Vannes, il est le fils de Jean-Louis II Gouyon, comte de Vaudurand (1650-1711) et de Jeanne Julie du Bodoyec. Il est nommé dès 1726 commendataire de Abbaye Notre-Dame de la Vieuville qu'il conserve jusqu'en 1745 et il est également pourvu de l'Abbaye Saint-Mathieu de Fine-Terre en 1739. 
Vicaire général du diocèse de Coutances, il est désigné comme évêque de Saint-Pol en 1745 et consacré par Léonor II de Goyon de Matignon l'évêque de Coutances. Il est désigné par l'Assemblée provinciale de 1758 pour être le représentant de la province ecclésiastique de Tours lors de l'Assemblée du clergé de 1760. 
Pendant son épiscopat il laisse le souvenir d'un évêque qui « fait preuve de mansuétude envers le jansénisme et de trop peu de zèle envers les jésuites ». Il renonce à son siège en 1763 mais conserve son abbaye en commende ; il se retire au château de Kercadio, en Erdeven où il meurt en 1780. Il sera néanmoins inhumé dans la cathédrale Saint-Paul-Aurélien de Saint-Pol-de-Léon .

## Source
- (en) catholic-hierarchy.org Bishop: Jean-Louis de Gouyon de Vaudurand